# Pentibszarri
Pentibszarri kizzuvatnai pap, az Istárral azonosított Szauszka lavacantijaszi főpapja. Magát Kizzuvatna és Kumani (egy szent város, a későbbi Kommagéné) gyermekének nevezte. Leánya Puduhepa, aki szintén Kumani leányának nevezte magát, és az ő révén Pentibszarri III. Hattuszilisz apósa. A házasságot még akkor kötötték, amikor Hattuszilisz hercegnek látszólag semmi esélye sem volt a trónra, bátyja, II. Muvatallisz uralkodása idején a királyi ház kultikus feladatainak eleget téve tartózkodott Lavacantijaszban. Pentibszarri tekintélyének valószínűleg nagy szerepe volt abban, hogy Hattuszilisz az unokaöccsével folytatott polgárháború után megszilárdíthatta hatalmát, mivel Kizzuvatna területe és a kizzuvatnai kultuszok jelentős befolyással bírtak a Hettita Birodalom politikai életére. Hattuszilisz regnálása alatt politikai indíttatásból reneszánszukat élték a hettita és hurri kultuszok, a vallás és a vallási irodalom. Pentibszarri elkötelezettsége a vallási hagyományok és a szülőföld iránt jól látható Puduhepa írásaiban (pl. CTH#585, Puduhepa fogadalma), vagy a (ḫ)išuwa-fesztivál eseményein (CTH#628, Az iszuva-fesztivál).
Neve többféle módon betűzhető, illetve írható át. 𒁹𒁉𒂗𒋾𒅁𒊭𒅈𒊑 mpe2/pi2/bi-en-ti-ib/ip-ša-ar-ri/re, azaz Bentipšarri, Pentibšarri, Bintipšarri és Pintibšarri variáció is elképzelhető. A név hurri eredetű, Kizzuvatnában keveréknyelvet használtak, amelyben a hurri és luvi nyelv túlsúlyban volt a hettitához képest.